# 이주일의 동요
《이주일의 동요》는 KBS 2TV에서 5분 간 방송되었던 어린이 프로그램이다. 어린이 출연자들이 창작 동요를 부르는 장면을 뮤직비디오 형식으로 제작해 방송하였다. 2008년 봄 개편으로 인해 방송을 중단하였으나, 그해 가을 개편에 따라 부활하여 방송을 재개하였다. 하지만, 2009년 봄 개편으로 인하여 다시 종영되었다.

## 방송 회차

### 2007년
| 회차 | 방송일    | 부제                         |
| ---- | --------- | ---------------------------- |
| 1    | 11월 5일  | 어린 왕자에게                |
| 2    | 11월 12일 | 난 네가 좋아                 |
| 3    | 11월 19일 | 별 뿌리는 아이               |
| 4    | 11월 26일 | 넌 할 수 있어라고 말해주세요 |
| 5    | 12월 3일  | 높임말 친구                  |
| 6    | 12월 10일 | 대보름 줄놀이                |
| 7    | 12월 17일 | 날 수 있다면                 |
| 8    | 12월 24일 | 해님사랑                     |
| 9    | 12월 31일 | 사랑해요 고마워요 말해볼래요 |

### 2008년
| 회차 | 방송일    | 부제                         |
| ---- | --------- | ---------------------------- |
| 10   | 1월 7일   | 어른이 되는 시험             |
| 11   | 1월 14일  | 엄마는 잔소리 대장           |
| 12   | 1월 21일  | 하늘나라 음악교실            |
| 13   | 1월 28일  | 못난이 삼형제                |
| 14   | 2월 4일   | 하얀 눈이 그린 그림          |
| 15   | 2월 18일  | 말꼬리 잇기                  |
| 16   | 2월 25일  | 우리들 세상                  |
| 17   | 3월 3일   | 별 보며 핀 우정              |
| 18   | 3월 10일  | 꿈이 크는 책가방             |
| 19   | 3월 17일  | 탱글탱글 와샤샤              |
| 20   | 3월 24일  | 날 수 있다면                 |
| 21   | 11월 17일 | 달팽이의 하루                |
| 22   | 11월 24일 | 넌 할 수 있어라고 말해주세요 |
| 23   | 12월 1일  | 아이 아이 아이스크림         |
| 24   | 12월 8일  | 풀포기의 꿈                  |
| 25   | 12월 15일 | 마법의 성                    |
| 26   | 12월 22일 | 크리스마스 폴카              |
| 27   | 12월 29일 | 연날리기                     |

### 2009년
| 회차 | 방송일   | 부제                   |
| ---- | -------- | ---------------------- |
| 28   | 1월 5일  | 눈이 올 것 같아요      |
| 29   | 1월 12일 | 날 수 있다면           |
| 30   | 1월 19일 | 펭귄                   |
| 31   | 1월 26일 | 해님 사랑              |
| 32   | 2월 2일  | 탈춤놀이               |
| 33   | 2월 9일  | 대보름 줄놀이          |
| 34   | 2월 16일 | 스케이트 타는 오리가족 |
| 35   | 2월 23일 | 비눗방울               |
| 36   | 3월 2일  | 세계에 산다            |
| 37   | 3월 9일  | 숲속 친구 반달곰       |
| 38   | 3월 16일 | 참 좋은 말             |
| 39   | 3월 23일 | 어깨동무 치동무        |
| 40   | 3월 30일 | 팔분 음표로 걸어요     |
| 41   | 4월 6일  | 친구가 좋은 이유       |
| 42   | 4월 13일 | 비 오는 날 친구들과    |